# Governatore del Maine
Il governatore del Maine è il capo del potere esecutivo del Maine e il comandante in capo delle sue forze militari, la Maine National Guard. Ha il dovere di far rispettare le leggi dello Stato, e il potere di approvare o bocciare (ponendo il veto) le leggi approvate dal parlamento; può inoltre convocare il parlamento e concedere la grazia, tranne che in caso di impeachment.
Il governatore ha un mandato di quattro anni, con inizio il primo mercoledì dopo il primo giovedì di gennaio dopo l'elezione; non può essere rieletto per più di due volte consecutive, anche se non vi è limite al numero di mandati non consecutivi. Inizialmente il mandato era di un anno, ma emendamenti lo hanno esteso prima a due anni nel 1879, e poi a quattro nel 1957. Sono eleggibili le persone sopra i 30 anni che siano cittadini degli Stati Uniti da almeno 15 anni, e del Maine da almeno 5. La costituzione non prevede la carica di vicegovernatore; se il posto di governatore è vacante, il suo posto è preso dal presidente del Senato del Maine.
Vi sono stati 74 governatori del Maine. La persona che ha servito più a lungo in questa carica è stato Joseph E. Brennan, governatore dal 1979 al 1987, mentre l'incarico più breve è stato quello di Nathaniel M. Haskell nel 1953, durato solo 25 ore dopo le dimissioni del suo predecessore.
Il governatore attualmente in carica è la democratica Janet Mills.

## Lista dei governatori
Democratico-Repubblicano (6)   Whig (4)   Indipendente (2)   Democratico (24)   Repubblicano (38)
| #  | Foto | Nome                      | Mandato          | Mandato          | Partito                          |
| #  | Foto | Nome                      | Inizio           | Termine          | Partito                          |
| -- | ---- | ------------------------- | ---------------- | ---------------- | -------------------------------- |
| 1  |      | William King              | 15 marzo 1820    | 28 maggio 1821   | Partito Democratico-Repubblicano |
| 2  |      | William D. Williamson     | 28 maggio 1821   | 5 dicembre 1821  | Partito Democratico-Repubblicano |
| 3  |      | Benjamin Ames             | 5 dicembre 1821  | 2 gennaio 1822   | Partito Democratico-Repubblicano |
| 4  |      | Daniel Rose               | 2 gennaio 1822   | 5 gennaio 1822   | Partito Democratico-Repubblicano |
| 5  |      | Albion K. Parris          | 5 gennaio 1822   | 3 gennaio 1827   | Partito Democratico-Repubblicano |
| 6  |      | Enoch Lincoln             | 3 gennaio 1827   | 8 ottobre 1829   | Partito Democratico-Repubblicano |
| 7  |      | Nathan Cutler             | 8 ottobre 1829   | 6 gennaio 1830   | Partito Democratico              |
| 8  |      | Joshua Hall               | 6 gennaio 1830   | 9 febbraio 1830  | Partito Democratico              |
| 9  |      | Jonathan Hunton           | 9 febbraio 1830  | 5 gennaio 1831   | National Republican Party        |
| 10 |      | Samuel E. Smith           | 5 gennaio 1831   | 1º gennaio 1834  | Partito Democratico              |
| 11 |      | Robert Dunlap             | 1º gennaio 1834  | 3 gennaio 1838   | Partito Democratico              |
| 12 |      | Edward Kent               | 19 gennaio 1838  | 2 gennaio 1839   | Whig                             |
| 13 |      | John Fairfield            | 2 gennaio 1839   | 12 gennaio 1841  | Partito Democratico              |
| 14 |      | Richard H. Vose           | 12 gennaio 1841  | 13 gennaio 1841  | Whig                             |
| 15 |      | Edward Kent               | 13 gennaio 1841  | 5 gennaio 1842   | Whig                             |
| 16 |      | John Fairfield            | 5 gennaio 1842   | 7 marzo 1843     | Partito Democratico              |
| 17 |      | Edward Kavanaugh          | 7 marzo 1843     | 1º gennaio 1844  | Partito Democratico              |
| 18 |      | David Dunn                | 1º gennaio 1844  | 3 gennaio 1844   | Partito Democratico              |
| 19 |      | John W. Dana              | 3 gennaio 1844   | 3 gennaio 1844   | Partito Democratico              |
| 20 |      | Hugh J. Anderson          | 3 gennaio 1844   | 12 maggio 1847   | Partito Democratico              |
| 21 |      | John W. Dana              | 12 maggio 1847   | 8 maggio 1850    | Partito Democratico              |
| 22 |      | John Hubbard              | 8 maggio 1850    | 5 gennaio 1853   | Partito Democratico              |
| 23 |      | William G. Crosby         | 5 gennaio 1853   | 3 gennaio 1855   | Whig                             |
| 24 |      | Anson P. Morrill          | 3 gennaio 1855   | 2 gennaio 1856   | Partito Repubblicano             |
| 25 |      | Samuel Wells              | 2 gennaio 1856   | 8 gennaio 1857   | Partito Democratico              |
| 26 |      | Hannibal Hamlin           | 8 gennaio 1857   | 25 febbraio 1857 | Partito Repubblicano             |
| 27 |      | Joseph H. Williams        | 25 febbraio 1857 | 6 gennaio 1858   | Partito Repubblicano             |
| 28 |      | Lot M. Morrill            | 6 gennaio 1858   | 2 gennaio 1861   | Partito Repubblicano             |
| 29 |      | Israel Washburn Jr.       | 2 gennaio 1861   | 7 gennaio 1863   | Partito Repubblicano             |
| 30 |      | Abner Coburn              | 7 gennaio 1863   | 6 gennaio 1864   | Partito Repubblicano             |
| 31 |      | Samuel Cony               | 6 gennaio 1864   | 2 gennaio 1867   | Partito Repubblicano             |
| 32 |      | Joshua Chamberlain        | 2 gennaio 1867   | 4 gennaio 1871   | Partito Repubblicano             |
| 33 |      | Sidney Perham             | 4 gennaio 1871   | 7 gennaio 1874   | Partito Repubblicano             |
| 34 |      | Nelson Dingley Jr.        | 7 gennaio 1874   | 5 gennaio 1876   | Partito Repubblicano             |
| 35 |      | Selden Connor             | 5 gennaio 1876   | 8 gennaio 1879   | Partito Repubblicano             |
| 36 |      | Alonzo Garcelon           | 8 gennaio 1879   | 17 gennaio 1880  | Partito Democratico              |
| 37 |      | Daniel F. Davis           | 17 gennaio 1880  | 13 gennaio 1881  | Partito Repubblicano             |
| 38 |      | Harris M. Plaisted        | 13 gennaio 1881  | 3 gennaio 1883   | Partito Democratico              |
| 39 |      | Frederick Robie           | 3 gennaio 1883   | 5 gennaio 1887   | Partito Repubblicano             |
| 40 |      | Joseph R. Bodwell         | 5 gennaio 1887   | 15 dicembre 1887 | Partito Repubblicano             |
| 41 |      | Sebastian Streeter Marble | 15 dicembre 1887 | 2 gennaio 1889   | Partito Repubblicano             |
| 42 |      | Edwin C. Burleigh         | 2 gennaio 1889   | 4 gennaio 1893   | Partito Repubblicano             |
| 42 |      | Henry B. Cleaves          | 4 gennaio 1893   | 2 gennaio 1897   | Partito Repubblicano             |
| 44 |      | Llewellyn Powers          | 2 gennaio 1897   | 2 gennaio 1901   | Partito Repubblicano             |
| 45 |      | John Fremont Hill         | 2 gennaio 1901   | 4 gennaio 1905   | Partito Repubblicano             |
| 46 |      | William T. Cobb           | 4 gennaio 1905   | 6 gennaio 1909   | Partito Repubblicano             |
| 47 |      | Bert M. Fernald           | 6 gennaio 1909   | 4 gennaio 1911   | Partito Repubblicano             |
| 48 |      | Frederick W. Plaisted     | 4 gennaio 1911   | 1º gennaio 1913  | Partito Democratico              |
| 49 |      | William T. Haines         | 1º gennaio 1913  | 6 gennaio 1915   | Partito Repubblicano             |
| 50 |      | Oakley C. Curtis          | 6 gennaio 1915   | 3 gennaio 1917   | Partito Democratico              |
| 51 |      | Carl E. Milliken          | 3 gennaio 1917   | 5 gennaio 1921   | Partito Repubblicano             |
| 52 |      | Frederic H. Parkhurst     | 5 gennaio 1921   | 31 gennaio 1921  | Partito Repubblicano             |
| 53 |      | Percival P. Baxter        | 31 gennaio 1921  | 7 gennaio 1925   | Partito Repubblicano             |
| 54 |      | Ralph Owen Brewster       | 7 gennaio 1925   | 2 gennaio 1929   | Partito Repubblicano             |
| 55 |      | William Tudor Gardiner    | 2 gennaio 1929   | 4 gennaio 1933   | Partito Repubblicano             |
| 56 |      | Louis J. Brann            | 4 gennaio 1933   | 6 gennaio 1937   | Partito Democratico              |
| 57 |      | Lewis O. Barrows          | 6 gennaio 1937   | 1º gennaio 1941  | Partito Repubblicano             |
| 58 |      | Sumner Sewall             | 1º gennaio 1941  | 3 gennaio 1945   | Partito Repubblicano             |
| 59 |      | Horace A. Hildreth        | 3 gennaio 1945   | 5 gennaio 1949   | Partito Repubblicano             |
| 60 |      | Frederick G. Payne        | 5 gennaio 1949   | 24 dicembre 1952 | Partito Repubblicano             |
| 61 |      | Burton M. Cross           | 24 dicembre 1952 | 6 gennaio 1953   | Partito Repubblicano             |
| 62 |      | Nathaniel M. Haskell      | 6 gennaio 1953   | 7 gennaio 1953   | Partito Repubblicano             |
| 63 |      | Burton M. Cross           | 7 gennaio 1953   | 5 gennaio 1955   | Partito Repubblicano             |
| 64 |      | Edmund Muskie             | 5 gennaio 1955   | 2 gennaio 1959   | Partito Democratico              |
| 65 |      | Robert Haskell            | 2 gennaio 1959   | 7 gennaio 1959   | Partito Repubblicano             |
| 66 |      | Clinton Clauson           | 7 gennaio 1959   | 30 dicembre 1959 | Partito Democratico              |
| 67 |      | John H. Reed              | 30 dicembre 1959 | 5 gennaio 1967   | Partito Repubblicano             |
| 68 |      | Kenneth M. Curtis         | 5 gennaio 1967   | 2 gennaio 1975   | Partito Democratico              |
| 69 |      | James B. Longley          | 2 gennaio 1975   | 3 gennaio 1979   | Indipendente                     |
| 70 |      | Joseph E. Brennan         | 3 gennaio 1979   | 7 gennaio 1987   | Partito Democratico              |
| 71 |      | John R. McKernan Jr.      | 7 gennaio 1987   | 5 gennaio 1995   | Partito Repubblicano             |
| 72 |      | Angus King                | 5 gennaio 1995   | 8 gennaio 2003   | Indipendente                     |
| 73 |      | John Baldacci             | 8 gennaio 2003   | 5 gennaio 2011   | Partito Democratico              |
| 74 |      | Paul LePage               | 5 gennaio 2011   | 2 gennaio 2019   | Partito Repubblicano             |
| 75 |      | Janet Mills               | 2 gennaio 2019   | in carica        | Partito Democratico              |